# Karen Strong
Karen Ann Strong-Hearth (* 23. September 1953 in Toronto) ist eine ehemalige kanadische Radrennfahrerin und Radsporttrainerin.
1975, 1976 und 1981 wurde Karen Strong kanadische Meisterin im Straßenrennen. International war sie auf der Bahn erfolgreich und wurde bei den UCI-Bahn-Weltmeisterschaften 1977 in San Cristóbal Dritte in der Einerverfolgung und drei Jahre später, bei der Bahn-WM in Besançon, Vize-Weltmeisterin in dieser Disziplin. 1984 startete sie bei den Olympischen Spielen in Los Angeles 27. im Straßenrennen.
Nach dem Ende ihrer aktiven Radsport-Karriere wurde Karen Strong für vier Jahre kanadische Nationaltrainerin. Unter anderen trainierte sie die vierfache kanadische Weltmeisterin Alison Sydor. 2007 erkrankte sie an Brustkrebs, konnte aber von der Krankheit genesen und engagiert sich seitdem für Krebskranke.